# Руска лична имена
Руска лична имена (рус. Русское личное имя) у руској традицији именовања је лично име које постоји у руском језику, а које се додјељује особи по рођењу или промјени имена. Дјелимично се руска имена поклапају са православним, која се добијају приликом крштења или током монашког пострига, али им нису истовјетна. Руска лична имена чине посебан систем у руском језику, прилично компактан и ограничен по саставу; његово функционисање обиљежавају бројне особине које су необичне за друге ријечи руског језика.
Формирање система руских личних имена почело је у претхришћанској историји регије Рус, међутим ономастикон се корјенито промијенила са примањем хришћанства. Дуго су у средњовјековној Русији постојале двије врсте личних имена: канонска (црквена, календарска; по правилу модификована) и неканонска (нецрквена). Од 14. вијека започиње поступак потискивања неканонских имена из употребе, поступак који је завршен до 18. вијека. У 20. вијеку, послије Октобарске револуције, концепт руског личног имена се промијенио и започела је нова етапа у историји руских личних имена, обиљежена значајним промјенама у руском антропонимикону.
Међу савременим популацијом која говори руски користе се календарска имена (нпр. Иван, Андреј, Јаков, Јуриј, Татјана, Марија, Авдотија, Елисавета), али и некалендарска имена  — старословенска (Станислав, Радомир, Добромила, Рада), староруска (Ждан, Пересвет, Лада, Љубава), новонастала (Вилен, Авангард, Нинељ, Јера), позајмљенице из 20. вијека из западноевропских и источних језика (Алберт, Руслан, Жана, Лејла). Под календарским именима (уз сву условност концепта) подразумијевају се традиционална руска имена, која су се до Октобарске револуције налазила у православним црквеним календарима — мјесецослов, а од друге половине 19. вијека, и у свјетовним календарима објављеним у масовним издањима, повезаним са црквеним. Чак 95% становника Совјетског Савеза које је говорило руски, 1980-их имало је календарска имена.
Савремени рјечници руских личних имена обимни су у погледу састава, али број имена која се стварно користе је мали: према различитим процјенама, активни списак имена 19—20. вијека укључује не више од 600 мушких и женских имена, која су репродукована са извјесном регуларношћу међу неколико генерација Руса; главнина имена не прелази 300—400.